# Porrhothele blanda
Porrhothele blanda là một loài nhện trong họ Hexathelidae. Loài này phân bố ở Nieuw-Zeeland.